# От море до море
От море до море, на латински A Mare Usque Ad Mare, е канадското национално мото. Фразата произлиза от псалма на латински 72:8 в Библията „Et dominabitur a mari usque ad mare, et a flumine usque ad terminos terrae“ (Библия на Крал Яков: „He shall have dominion also from sea to sea, and from the river unto the ends of the earth“ или „Той ще има власт също така от море до море и от реката до края на Земята“) .
Първата записана употреба на фразата да представлява Канада е от Джордж Монро Грант, който е бил секретар на Санфорд Флеминг и презвитериански свещеник, който използвал фразата в своите проповеди. Употребата на думата „dominion“ в стиха отразява приемането на името „Dominion of Canada“ за новия век.